# Michael Lewis (író)
Michael Lewis (New Orleans, Louisiana, 1960. október 15. –) amerikai pénzügyi újságíró, író, több sikerkönyv szerzője.
Brókerként kezdte pályafutását a Salomon Brothers befektetési banknál, majd távozását követően megírta első bestsellerré vált könyvét, az önéletrajzi elemeket tartalmazó Brókerpókert (Liar’s Poker, 1989), melyben a bennfentesek szemével mutatja be a befektetési bankok világát. Lewis 2014-ig 15 könyvet írt, a gazdasági, üzleti témájú írásaiban valós szereplők szemszögéből, olykor ironikus hangnemben mutatja be napjaink gazdasági válságának hátterét.
A tőzsde és a gazdaság mellett kedvelt témája a baseball: Moneyball: The Art of Winning an Unfair Game című könyve alapján készült a Pénzcsináló (2011) című film, melynek főszereplője Brad Pitt. A nagy dobásból (The Big Short) is film készült 2015-ben – a jogokat Brad Pitt filmprodukciós cége és a Paramount vásárolta meg -, főszereplői Brad Pitt, Christian Bale és Ryan Gosling, a filmet öt Oscar-díjra jelölték (legjobb film, legjobb rendezés, legjobb adaptált forgatókönyv, legjobb férfi mellékszereplő Christian Bale, legjobb vágás). 2011 őszén jelentették be, hogy a Warner Bros. számára a Liar's Poker (Brókerpóker) c. könyve forgatókönyvén dolgozik.
Lewis pénzügyi újságíróként is aktív, jelenleg többek között a Vanity Fair magazin szerkesztője, szerzője, a Bloomberg view szerzője.

## Pályafutása kezdete
Lewis New Orleansban született, apja vállalati jogász, anyja közösségi aktista. A Princetoni Egyetemen szerzett BA fokozatot művészettörténetből 1982-ben, és az Ivy Club tagja volt. New Yorkban Daniel Wildenstein műkereskedőnél dolgozott, majd a London School of Economicson szerzett közgazdasági (MSc) diplomát 1985-ben. A Salomon Brothers New York-i képzési programjában vett részt, majd a befektetési bank londoni irodájában kezdett dolgozni kötvénykereskedőként. Néhány év után (kiábrándulva és anyagilag megerősödve) távozott, megírta a Wall Street és befektetési bankok világát leleplező sikerkönyvét, a Brókerpókert, s pénzügyi újságíró, szakíró és regényíró lett. Dolgozott a The New York Timesnak, a Bloombergnek, gyakori szerzője a The New Republicnak, vendégelőadója a Berkeley Egyetemnek. 2009-ben csatlakozott a Vanity Fairhez, melynek szerkesztője.

## Művei
Lewis 1989 és 2014 között 15 könyvet írt, ezek közül több magyarul is megjelent. Pénzügyi, gazdasági témájú toplistás könyvei között a Brókerpóker (Liar's Poker) volt az első, mely több mint húsz éve a sikerlisták szereplője, egyfajta bevezető a Wall Street kultúrájába. A nagy dobás (The Big Short) a hitelpiaci válságot, s az azt előzetesen felismerő, abból profitáló szereplők történetét tárja az olvasók elé, míg Lewis legújabb könyve az Összeomlás (Boomerang: Travels in the New Third World) az európai gazdasági válság hátterét elemzi, több országban (Izland, Görögország, Írország, Németország) készített interjúk és helyszíni tapasztalatok alapján.
Népszerűek a baseball és az amerikai futball világában játszódó munkái is: a The Blind Side: Evolution of a Game alapján készült A szív bajnokai című film Sandra Bullock főszereplésével. A Moneyball: The Art of Winning an Unfair Game az alapja a Pénzcsináló (2011) című filmnek, melynek főszerepét, az Oakland A csapat menedzserét Brad Pitt alakítja. A filmet több kategóriában Oscar-díjra és Golden Globe-díjra is jelölték.

### Magyarul
- Az ötödik kockázat; ford. Czibik Márta; Gabo, Bp., 2019
- Harcos pszichológusok. Egy barátság, amely megváltoztatta a gondolkodásunkat; ford. Czibik Márta; Gabo, Bp., 2017
- Villámfiúk. Egy Wall Street-i lázadás története; ford. Czibik Márta; Gabo, Bp., 2016
- A nagy dobás. Hogyan tőzsdézte el a világot egy maréknyi kereskedő; ford. Hürkecz Attila, Koncsek Gergő; Gabo, Bp., 2016
- Michael Lewis:. Összeomlás – Adósságválság, tőzsdék, devizapiacok ford.: Weisz Böbe:. Alinea Kiadó (2011). ISBN 978-963-9659-81-0[11] (Eredeti kiadás: Boomerang: Travels in the New Third World. New York: W.W. Norton & Co. (2011). ISBN 0-393-08181-7.)
- Michael Lewis:. A nagy dobás –  A Wall Street tartja a tétet ford.: Hürkecz Attila, Koncsek Gergő:. Alinea Kiadó (2010). ISBN 978-963-9659-57-5[12] (Eredeti kiadás:  The Big Short: Inside the Doomsday Machine. New York: W.W. Norton & Co. (2010). ISBN 0-393-07223-1.
- Michael Lewis:. Brókerpóker – A leleplezett Wall Street ford.: Varga Ferenc András:. Alinea Kiadó (2005). ISBN 963 86651 7 3[13] (Eredeti kiadás:  Liar's Poker: Rising through the Wreckage on Wall Street. New York: W.W. Norton (1989). ISBN 0-393-02750-3.)

### További könyvei
- Michael Lewis.. Flash Boys: A Wall Street Revolt. New York: W.W. Norton & Co. (2014). ISBN 978-0-393-24466-3
- Michael Lewis.. Home Game: An Accidental Guide to Fatherhood. New York: W.W. Norton & Co. (2009). ISBN 0-393-06901-X
- Michael Lewis.. Panic: The Story of Modern Financial Insanity. New York: W.W. Norton & Co. (2008). ISBN 0-393-06514-6
- Michael Lewis (ed.). The Real Price of Everything: Rediscovering the Six Classics of Economics. New York: Sterling (2008). ISBN 1-402-74790-X
- Michael Lewis.. The Blind Side: Evolution of a Game. New York: W.W. Norton (2006). ISBN 0-393-06123-X
- Michael Lewis.. Coach: Lessons on the Game of Life. New York: W.W. Norton (2005). ISBN 0-393-06091-8
- Michael Lewis.. Moneyball: The Art of Winning an Unfair Game. New York: W.W. Norton (2003). ISBN 0-393-05765-8
- Michael Lewis.. Next: The Future Just Happened. New York: W.W. Norton (2001). ISBN 0-393-02037-1
- Michael Lewis.. The New New Thing: A Silicon Valley story. New York: W.W. Norton (2000). ISBN 0-393-04813-6
- Michael Lewis.. Trail Fever. New York: A.A. Knopf (1997). ISBN 0-679-44660-5
- Michael Lewis.. The Money Culture. New York: W.W. Norton (1991). ISBN 0-393-03037-7
- Michael Lewis.. Pacific Rift. Knoxville, Tenn.: Whittle Direct Books (1991). ISBN 0-962-47456-8

## Idézet
„Csaknem pontosan emlékszem, hogy éreztem magam és mit láttam a Salomon Brothersnél eltöltött első napomon. Reggel hétre kellett volna mennem, de korán keltem, hogy előtte még tegyek egy kört a Wall Streeten. – Gondterhelt, öltönyös férfiak serege zúdult elő a Lexington Avenue-i metrómegállóból, és szétrajzott a töredezett járdákon. Gazdag ember létükre nem látszottak túlzottan boldognak. Komolynak tűntek, legalábbis ahhoz képest, amilyennek én éreztem magam. Úgy éreztem, mintha nem is dolgozni indulnék, hanem felmarkolni valami lottónyereményt."

## Kritikák, vélemények
A Brókerpókerről: „Michael Lewis könyve egyszerre tanulságos és roppant szórakoztató. Rengeteg anekdotával ad betekintést a brókerek kissé misztikus világába, egyben feldolgozza a nyolcvanas évek amerikai befektetési banki aranykorának történetét is. (…) A könyvből számos híres, illetve hírhedt személyt ismerünk meg vagy hallhatunk róla anekdotákat: szerepel többek között John Meriwether, a Salomon híres kötvénykereskedője, Michael Milken, a bóvlikötvények királya, Jon Gutfreund, a Salomon elnöke és Lew Ranieri, a jelzálogkötvény-osztály vezetője.”

## Fordítás
- Ez a szócikk részben vagy egészben  a   Michael Lewis című angol Wikipédia-szócikk fordításán alapul.  Az eredeti cikk szerkesztőit annak laptörténete sorolja fel. Ez a jelzés csupán a megfogalmazás eredetét és a szerzői jogokat jelzi, nem szolgál a cikkben szereplő információk forrásmegjelöléseként.